# Ayabe
Ayabe (japanska: 綾部市 ?, Ayabe-shi) är en stad i Kyōto prefektur i Japan. Staden fick stadsrättigheter 1950.